# 衣服を着た多くのものよりもイヌがすぐれている件についての書
『衣服を着た多くのものよりもイヌがすぐれている件についての書』（いふくをきたおおくのものよりもイヌがすぐれているけんについてのしょ、Kitāb tafḍīl al-kilāb ʿalā kathīr mimman labisa al-thiyāb, アラビア語: فضل الكلاب على كثير ممن لبس الثياب）は、9世紀から10世紀の文人イブン・アルマルズバーンの著書。中世イスラーム世界において、イヌの役割を論じたもっとも長い論考である。イヌの長所として忠誠、感謝、義務、謙虚などをあげたうえで、これらに欠けている人間は望ましくないと論じた。西アジアの文献を中心に事例の紹介や引用がされており、イヌに対する認識を知る史料となっている。

## 時代背景・著者
イスラームの伝承では、クルアーンの第8章でイヌについて好意的に言及されている。ただしハディースではイヌについて否定的な言及がある。ハディースでは犬の唾液を不浄とする記述があり、そこから派生して礼拝中にイヌを見ると礼拝が無効になるという議論もあった。イスラーム法学者はハディースの記述が真性とは限らないという判断により、イヌを見ると礼拝が無効になるという考えを否定している。イスラームの古典文献でイヌを不浄や危険だとするものはわずかである。
他方でベドウィンなどアラブの遊牧民におけるイヌは猟犬や牧羊犬として飼われ共に暮らしていた。中世イスラーム世界において、イヌに関する書籍はアダブと呼ばれる教養文学に属し、初期のものとして9世紀のジャーヒズの『動物の書』がある。アッバース朝時代のイスラーム世界は都市化が進み、人間と自然の関係が遊牧社会の頃とは異なっていった。自然観や動物観の変化をもとに人間と動物の関係を問い直したのが本書だった。
著者のイブン・アルマルズバーンは、史話、詩、説話を中心に著述し、19の著作があったと記録されている。生年は不明で没年は921年とされ、本名のニスバ形容詞から祖先がバグダード西方のムハウワルという村に関係していたと推測される。

## 内容
イヌという動物を通して、自然と人間社会を比べて論じられている。イヌについての情報がアラブ世界の他にペルシア、インド、ギリシアの文献から集められており、思索を行っている。ジャーヒズ以後の動物に関する著作は、アッラーにより創造された世界の完全性の証明と、分類・記述が行われている。ある動物の長所と短所を他の動物と比較する方法が生まれ、さらには動物の長所や短所を比喩として人間社会を批判する記述スタイルが生まれた。本書でも、イヌを通して人間や社会が批判されている。
冒頭では、良き人、寛大な人、美徳を備えた人々に対して、邪悪な人、卑しい人、欺瞞と狡猾さを持つ人々が詩人の言葉を引用しつつ比較される。そして、イヌが邪悪な人々に優っているとして次のように論じる。
この論点に沿って、イヌの美点についてのさまざまな文献が引用されている。牧羊犬として羊を守るイヌ、飼い主が死去すると、その墓石から動かなかったイヌ、砂漠で迷った者がイヌのように吠え、イヌの返事をたどって戻ることができた話、毒蛇から飼い主を守るために犠牲になったイヌ、巡礼の途中で出会ったイヌが道中の安全を守った話、人間の子供を乳で養ったイヌなどの逸話が紹介されている。
詩人がイヌを讃えた作品も引用されており、アッバース朝時代のアブー・ヌワースは次のように謳っている。

## 評価・翻訳
中世イスラーム世界のイヌに関する論考としては、本書がもっとも長く、10世紀イスラーム世界のイヌ観概説と評価されている。アラビア語の写本は10個が知られている。校訂本の中でもっとも信頼性の高いものは、G. R. スミスによる英語本『The book of the superiority of dogs over many of those who wear clothes』（1978年）とされる。スミスは当時入手可能だった写本や印刷校訂本の文献批判をしつつ、アラビア語本文の校訂と英語訳を行った。